# Ardfert
Ardfert (en irlandais : Ard Fhearta, la colline des miracles) est un village du comté de Kerry, en  Irlande. Si la localité est historiquement un centre religieux, l'économie est dominée par l'agriculture et sa position en tant que ville-dortoir, à seulement 8 km de Tralee. 
La population du village a augmenté de près de 10% entre les 729 habitants recensés en 2006 et les 800 habitants de 2011.

## Géographie
À partir du XVIIe siècle (peut-être 1639) à 1800, la région est une borough constituency. Son conseil local élit deux membres de la Chambre des communes irlandaise. Le bourg a été privé de ses droits par l'Acte d'Union (1800). À partir de 1801, le secteur représente la circonscription du comté de Kerry. 
Ardfert a perdu le statut de borough en vertu de l'article 13 du Municipal Corporations (Ireland) Act 1840. C'est l'un des cinquante-huit conseils de bourg dissous le 25 octobre 1840. À cette époque, à environ un demi-mille à l'est de la cathédrale, l'abbaye d'Ardfert est la maison des Crosbies, (Baron Brandon), et contient les ruines de l'ancienne abbaye franciscaine. Un parc de cerfs bien approvisionné et de vastes jardins y sont alors entretenus.
Le village est situé dans une zone de bonnes terres agricoles qui sont plates et basses. La route principale Tralee - Ballyheigue divise le village en deux sur un axe est-ouest et les restrictions de largeur de route du côté ouest du village entraînent des embouteillages. Au nord du village, la rivière Tyshe traverse le réseau routier. Le modèle de peuplement du village est radial et dispersé et consiste en un mélange de développement en profondeur sur un seul site le long de routes entrecoupées de lotissements. Au cœur du village, se trouve un mélange de types d'habitations de divers modèles traditionnels. La conception plus moderne prédomine dans le logement unique sur les routes radiales. La forme de peuplement largement linéaire mine la forme urbaine traditionnellement compacte et durable. Le développement d'un nœud central commercial et social a été limité dans une certaine mesure par la nécessité de protéger les bâtiments historiques au sein du village. La forme et la structure urbaines traditionnelles qui ont défini le paysage de rue sont interrompues par des lignes de construction et des éléments de conception architecturale qui ne sont pas liés en échelle ou en caractère au développement en cours.

## Toponymie
Selon Sir James Ware, le nom du village signifie un endroit merveilleux sur une éminence, ou d'après d'autres la colline des miracles. Ardfert a aussi été considéré comme une corruption d'Ard Ert, le haut lieu d'Ert ou Erc, ainsi appelé d'après l'évêque irlandais du Ve siècle, saint Erc qui a fait de l'endroit un siège d'évêché. Ardfert a été mentionné dans Les Quatre Maîtres comme Ard-ferta, la hauteur de la tombe.

## Histoire et patrimoine
Ardfert est une paroisse de la Baronnie de Clanmaurice,dans le comté de Kerry, en Irlande, anciennement sur le territoire d'Ui Fearba/Hy Ferba, dont les O'Laeghain (O'Leyne, Leen ou Lane) sont les seigneurs gaéliques jusqu'à l'arrivée des Normands.
La cathédrale St. Brendan a été détruite pendant la guerre de 1641 (Rébellion irlandaise de 1641). La localité est le lieu de naissance de Saint Brendan qui y fait ses études vers l'an 500 apr. J.-C. Il y fonde un monastère au VIe siècle mais la ville et le monastère sont détruits par des incendies en 1089 et en 1151.
L'influence normande est encore visible non seulement dans l'architecture, mais aussi dans le nom des familles locales telles que les Cantillons (Barons de Ballyheigue), les Fitzmaurices, et dans les noms de lieux, comme Ballintobeenig, une ville voisine. Crusline appelé ensuite St. Aubin.
Thomas FitzMaurice, 1er baron Kerry y fonde un couvent franciscain en 1253, et Nicolas, le 2e Lord Kerry, y construit une léproserie en 1312. C'est le siège d'un évêché jusqu'en 1660.
Les Chevaliers hospitaliers, croisés de l'Ordre de Saint-Jean de Jérusalem (plus tard connus sous le nom de Chevaliers de Malte), avaient également certains droits sur Ardfert, bien qu'il y ait mention d'un différend entre eux et les franciscains en 1325 sur la croix du marché et le pilori. Ils s'étaient déjà été établis dans la région aux environs de 1200 lorsque Meiler FitzHenry, petit-fils du roi Henri Ier d'Angleterre, et justicier d'Irlande sous le roi Jean, a établi une gouvernance à Rattoo sous William de Dublin.
Aux termes d'une concession royale en lettres patentes de Jacques Ier d'Angleterre le 6 juillet 1612, le Lord of Kerry (FitzMaurice) pouvait tenir des tribunaux.
Les Annales du Royaume d'Irlande, racontent comment, en 1601, le prince Hugh Roe O'Donnell, en route pour la bataille de Kinsale, envoya certains de ses parents pour reconquérir Ardfert, Lixnaw et Ballykeally pour son allié FitzMaurice. En route, fidèle aux armes de sa famille et à la devise constantinienne (In hoc signo vinces) et en prévision de la bataille à venir à Kinsale, il a visité et vénéré une relique de la Vraie Croix ( Holy rood) en la fête de Saint-André, le 30 novembre 1601 à Holy Cross Abbey, près de Thurles, County Tipperary, qui était un point de ralliement pour la défense de la liberté religieuse et pour la souveraineté irlandaise. De là, il a envoyé une expédition à Ardfert, pour remporter une victoire rapide et récupérer avec succès le territoire de son allié, Fitzmaurice, Lord of Kerry, qui l'avait perdu et son fils de 9 ans, à Sir Charles Wilmot. L'expédition a capturé Caislean Gearr (château dont aucune trace ne reste), à côté de la cathédrale d'Ardfert. Un O'Donnell de Tyrconnell est resté en intendance pour le tenir, selon " La vie de Hugh Roe O'Donnell, prince de Tyrconnell " "écrit par Lughaidh O'Cléirigh , vers 1603 en gaélique.
Un grand tombeau a été construit beaucoup plus tard dans le parc de la cathédrale par John O'Donnell (1803–1879), le descendant le plus important deux siècles plus tard, et dont le descendant masculin direct était le défunt Patrick Denis O'Donnell (1922–2005), historien militaire irlandais bien connu. Il possédait le sommet surplombant Ardfert (Mt. Crusline, Ballintobeenig, d'où son ancestral O'Donnell of Tyrconnell, sous l'autorité du prince Hugh Roe O'Donnell aurait lancé la bataille pour récupérer Ardfert pour Lord Kerry en 1601). Le siège de la famille de John O'Donnell, à Tubrid mentionné par Lewis dans son dictionnaire topographique de 1837, passa par une lignée féminine jusqu'aux O'Carrolls. La maison agrandie par John O'Donnell à Tubridmore est maintenant répertoriée comme une « structure protégée » dans la section des monuments archéologiques du projet de plan de développement du comté de Kerry 2015-2021 http://atomik.kerrycoco.ie/ebooks/devplan/pdfs/protected/021-003.pdf.
Au début du 19e siècle, le comte de Listowel (Hare) était seigneur du manoir et tenait sa cour toutes les trois semaines à Ardfert, par l'intermédiaire d'un sénéchal désigné, ayant acheté ces droits au Comte de Kerry, Fitzmaurice.
La région est riche en patrimoine archéologique. La cathédrale médiévale Saint-Brendan et les églises associées, Temple na Hoe (église de la jeune Vierge) et Temple na Griffin, sont devenues une attraction touristique majeure dans la région du Kerry en raison de leur emplacement central. Le couvent franciscain du XIIIe siècle au nord-est du village est tout aussi méritoire, mais en raison de sa situation périphérique, sa contribution au caractère du village n'est pas aussi évidente. Il faisait autrefois partie intégrante de l'abbaye d'Ardfert - pas du tout une abbaye mais le nom du manoir de Talbot-Crosbie détruit par un incendie en 1922 par l'IRA.

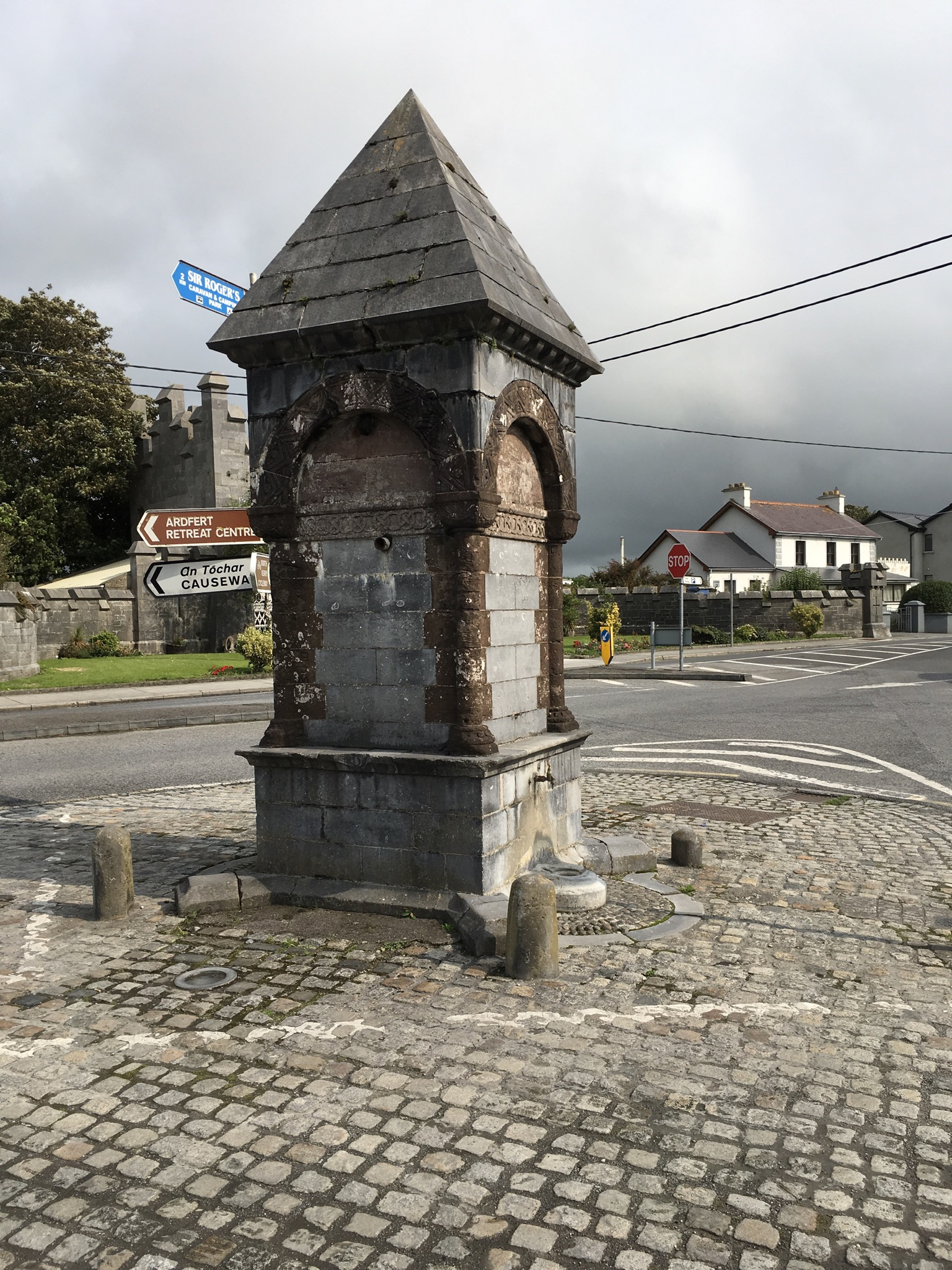
Mémorial Talbot-Crosbie.

Cinq autres structures incluses dans le Registre des structures protégées (RPS) sont situées à Ardfert. L'église catholique St Brendan (consacrée en 1855), les anciennes portes du domaine du comte de Glandore, le mémorial Talbot-Crosbie, la salle paroissiale d'Ardfert (maintenant un site enregistré comme abandonné par le conseil du comté de Kerry) et Brandon House. Il existe également de nombreuses autres structures dans le village qui ne sont pas incluses dans le RPS, mais qui sont considérées comme ayant une valeur architecturale et patrimoniale notable, comme le centre de retraite d'Ardfert. Il convient de noter les murs subsistants du domaine qui contribuent au caractère et à l'identité du village. Les structures suivantes ont un mérite particulier et devraient être considérées pour inclusion dans le Registre des structures protégées : - Pavillon de la porte adjacente au centre de retraite d'Ardfert ; Gate Lodge à Skrillagh, Ardfert; des structures en pierre de taille adjacentes à l’église St Brendan.

## Économie et démographie
Le village offre une gamme complète de biens et services locaux. Malgré ses avantages, la demande a été freinée par un manque de capacité de traitement des eaux usées. Il existe cependant des lots importants dans les zones centrales du village pour permettre une croissance durable. 
Alors qu'Ardfert fournit une très large gamme de services, pour une localité de sa taille, desservant la communauté locale et l'arrière-pays rural, les développements récents ont accru son rôle de banlieue dortoir pour Tralee. Les possibilités d'activités locales sont limitées en l'absence d'employeurs ou d'industries majeurs. Le village fonctionne également comme un centre de services pour l'arrière-pays agricole environnant. Le village sert de lieu de commodité pour le trafic touristique et local. Il est bien desservi par les services sociaux et la vente de détail. Le noyau du village abrite une poste, une Garda, un centre de santé, un garage, une station-service, un certain nombre de points de vente au détail et de pubs. Une église catholique, une école, un centre communautaire avec salle de gymnastique et laverie complètent les services. Le permis de construire pour le développement résidentiel a récemment été autorisé sur les terrains existants de la Gaelic Athletic Association (GAA), avec des installations de remplacement prévues ailleurs à la périphérie du village.
Le village connaît une croissance résidentielle significative, et bien qu'il y ait déjà un niveau significatif de prestation de services dans le village, y compris un nouveau centre médical moderne, une nouvelle croissance parallèle dans le commerce de détail, l'emploi, les services civiques et autres et les installations sera nécessaire si le caractère du village est à conserver. En particulier, la croissance des possibilités d'emploi locales favorisera le sens de la communauté et de l'identité locales et équilibrera la tendance à son développement comme ville-dortoir pour Tralee.
Ardfert s'est développé autour d'un carrefour de routes locales et de la route régionale Tralee - Ballyheigue. Le trafic de transit est donc considérable et son infrastructure doit être mieux planifiée et développée. Cette situation est aggravée par la carrière au nord-est du village qui génère d'importants mouvements de trafic poids lourds à travers le village. Pendant les mois d'été, la situation est exacerbée par le trafic de transit vers les zones côtières. La route Tralee - Ballyheigue à l'extrémité nord du village est trop étroite pour permettre au trafic de circuler librement et le goulot d'étranglement qui en résulte retarde le trafic entrant et sortant du village. La ligne directrice du développement en cours ne permet pas l'élargissement de la route. Afin de réduire les embouteillages, le trafic de transit doit être détourné du village. Les sentiers existants sont segmentés et au coup par coup et les chaussées ne sont pas prévues dans toute la zone du plan. La majorité des terrains du plan sont à moins de 800 mètres ou dix minutes à pied du centre du village. Il existe donc un excellent potentiel pour développer les déplacements des piétons et des cyclistes.
La population du village d'Ardfert était de 596 habitants en 2002 (Office central des statistiques), soit une augmentation de 3,8 % par rapport au chiffre enregistré précédemment. La croissance projetée basée sur cette augmentation intercensitaire en pourcentage entraînerait un accroissement de la population de 64 personnes au cours des cinq prochaines années.

## Transports
La gare d'Ardfert ouvre le 20 décembre 1880, ferme son trafic de passagers le 4 février 1963 et ferme complètement le 2 juin 1978.

## Sport

### Football gaélique
Ardfert a remporté le All-Ireland Junior Club Football Championship à Croke Park le 19 février 2006 en battant Loughrea de  Galway 1-07 (10pts ) à 0-09. En remportant la finale du comté Junior 2005, Ardfert a été promu au championnat intermédiaire. Le succès a suivi plus tard dans l'année en battant Annascaul dans la finale Kerry Intermediate Football Championship. Les succès de l'équipe se sont confirmés lorsqu'ils ont remporté le All-Ireland Intermediate Club Football Championship, battant  Derry et  Ulster Champions  Eoghan Rua par un score de 1-04 (7pts) à 0-05 le 10 mars 2007 à nouveau à Croke Park.

### Hurling
Le jeu traditionnel joué à Ardfert est le hurling. Le club de hurling local, St. Ardfert GAA de Brendan a remporté le Kerry Senior Hurling Championship à 8 reprises, la dernière en 2013.

### Hippisme
Le célèbre cheval de concours complet Village Gossip monté avec succès entre 1976 et 1985 par la cavalière britannique Lucinda Green (née Prior Palmer) est né et a grandi à Ardfert. Des épreuves de badminton Horse Trials lui ont permis de se classer 2e en 1978. Il fut le plus rapide au mondial des trois jours à Lexington, Kentucky la même année.

### Courses de lévriers
Une piste pour la course de lévriers s'est ouverte dans le village le 21 août 1929. L'entreprise dirigée par le Kingdom Greyhound Racing Club n'a été utilisée que jusqu'au 25 septembre 1929. La dernière course, l'Ardfert Mise, a été remportée par Captain Off. 
La concurrence d'une piste plus grande appelée Oakview Park (au sud d'Oakview Village) lui a été fatale.

## Noms les plus courants des habitants
D'après les recensements de 1901 et 1911, les noms les plus courants de l'époque sont : Dowling, Sullivan, Fitzgerald, Fitzmaurice, Griffin, Connor, Kirby, O'Connor, Evans, O'Connell, O'Driscoll,  O'Sullivan, Slattery, Stack, Carmody, Carroll, Gallagher, Mulrennan, McElligott, Lawlor, Murphy, Nunan, Rahilly, Shea, Brick, Cavan, Clifford, Crosbie, Hannafin, Higgins, Maguire, O'Shea, Reidy, Riordan, Sheehan, et Sugrue.[réf. nécessaire]